# Thiago Oliveira
Thiago Oliveira, född 26 maj 1981, är en brasiliansk fotbollsspelare, anfallare.
Han har spelat för Kalmar FF. Han kom till föreningen under säsongen 2007 från Sociedade Esportiva e Recreativa Caxias do Sul.